# Phrynonax shropshirei
Espèce
Synonymes
- Pseustes shropshirei (Barbour & Amaral, 1924)

Phrynonax shropshirei  est une espèce de serpents de la famille des Colubridae.

## Répartition
Cette espèce se rencontre au Costa Rica, au Panamá, en Colombie, au Venezuela, en Équateur et au Pérou du niveau de la mer à 1 300 m d'altitude.

## Description
Ce serpent mesure en général de 1,2 à 1,8 m avec un maximum de 2,4 m.

## Étymologie
Cette espèce est nommée en l'honneur de James B. Shropshire.

## Publication originale
- Barbour & Amaral, 1924 : Notes on some Central American snakes. Occasional Papers of the Boston Society of Natural History, vol. 5, p. 129-132 (texte intégral).